# یواس‌اس مینیاوپا (اس‌پی-۱۷۰۱)
یواس‌اس مینیاوپا (اس‌پی-۱۷۰۱) (به انگلیسی: USS Minneopa (SP-1701)) یک کشتی بود که طول آن ۳۲ فوت (۹٫۸ متر) بود. این کشتی در سال ۱۹۰۲ ساخته شد.